# Leichtathletik-Europameisterschaften 2010/Teilnehmer (Gibraltar)
Gibraltar meldete einen Sportler für die Leichtathletik-Europameisterschaften 2010 vom 27. Juli bis 1. August in Barcelona.
| Wettbewerb | Männer                                             | Frauen |
| ---------- | -------------------------------------------------- | ------ |
| 100 m      | Dominic Carroll (Wegen Fehlstarts disqualifiziert) |        |